# Manchester (Geòrgia)
Manchester és una població dels Estats Units a l'estat de Geòrgia. Segons el cens del 2000 tenia 3.988 habitants.

## Demografia
Segons el cens del 2000, Manchester tenia 3.988 habitants, 1.629 habitatges, i 1.057 famílies. La densitat de població era de 269,7 habitants/km².
Dels 1.629 habitatges en un 28,7% hi vivien nens de menys de 18 anys, en un 39,5% hi vivien parelles casades, en un 21,4% dones solteres, i en un 35,1% no eren unitats familiars. En el 31,4% dels habitatges hi vivien persones soles el 14,5% de les quals corresponia a persones de 65 anys o més que vivien soles. El nombre mitjà de persones vivint en cada habitatge era de 2,45 i el nombre mitjà de persones que vivien en cada família era de 3,09.
Per edats la població es repartia de la següent manera: un 27,9% tenia menys de 18 anys, un 8,6% entre 18 i 24, un 25,4% entre 25 i 44, un 21,7% de 45 a 60 i un 16,4% 65 anys o més.
L'edat mediana era de 37 anys. Per cada 100 dones de 18 o més anys hi havia 75 homes.
La renda mediana per habitatge era de 25.842 $ i la renda mediana per família de 31.988 $. Els homes tenien una renda mediana de 25.942 $ mentre que les dones 21.484 $. La renda per capita de la població era de 14.339 $. Entorn del 17,8% de les famílies i el 25% de la població estaven per davall del llindar de pobresa.

## Poblacions més properes
El següent diagrama mostra les poblacions més properes.